# Besidada
Besidada ist ein Ortsteil des Ortes Hera im osttimoresischen Suco Hera (Verwaltungsamt Cristo Rei, Gemeinde Dili).

## Geographie
Besidada gehört zur Aldeia Halidolar und liegt im Westen des Ortes Hera, in einer Meereshöhe von 24 m. Die Avenida Hera, die den Ort Hera mit der Landeshauptstadt Dili im Westen verbindet, verläuft südlich von Besidada. Ein Stück der Straße folgt auch das Flussbett des Quiks, der nur zur Regenzeit Wasser führt. Östlich liegt Heras Ortsteil Jembatankik, nordwestlich Bidik und südlich der Avenida Hera der Ortsteil Berukulun. Nördlich von Besidada dehnen sich Reisfelder aus.